# Stephan Brölmann
 Stephan Brölmann  (* 1551 in Köln; † 10. November 1622 ebenda) war Jurist und Professor an der alten Universität zu Köln. Brölmanns außerberufliche Forschungen und Veröffentlichungen zur antiken Stadtgeschichte zeigten wissenschaftliche Ansätze, die den frühen, eher erzählenden Stil wie in der Reimchronik Hagens oder den der späteren Koelhoffschen Chronik, ablösten.

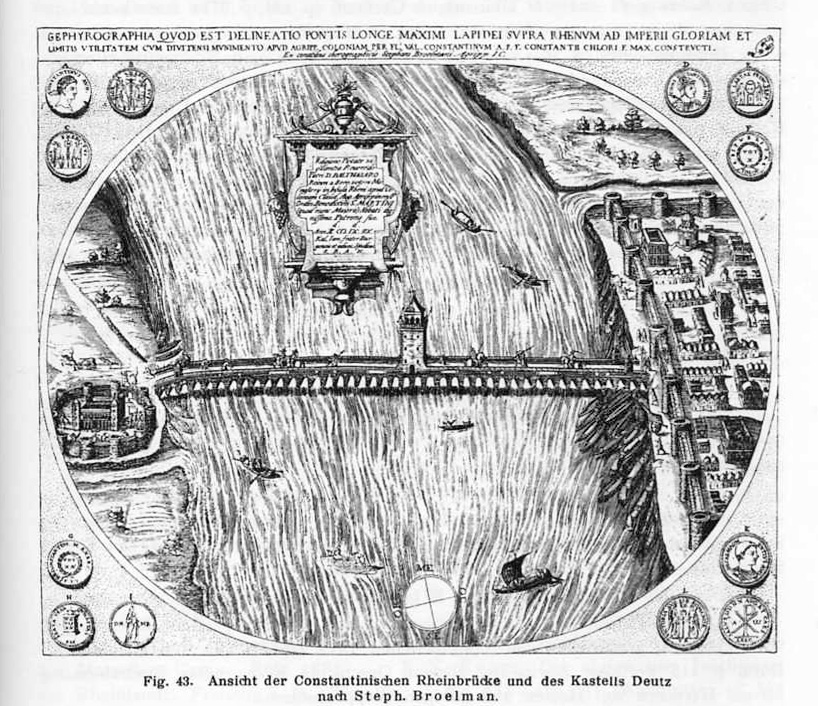
Brölmanns Zeichnung „De ponte Constantiniano observationes ex Broelmanno“ von 1608

## Leben

### Patrizierfamilie Brölmann
Stephan Brölmann wurde in eine der wohlhabenden und angesehenen Kölner Patrizierfamilien geboren, aus deren Reihen über Generationen eine Anzahl Personen in hohe kirchliche und politische Ämter aufstiegen. So hatte schon Johannes von Esch, genannt Broelmann, einer seiner Vorfahren, zwischen 1460 und 1493 als Vertreter des Wollenamtes dem Kölner Rat angehört und war zweimal Bürgermeister der Stadt.
Stephan Brölmann nahm Clara Bachoven von Echt zu seiner Frau, die dem westfälischen Adel angehörte und konnte so das Renommee und den Wohlstand seiner Familie noch steigern. Brölmanns Bruder Johann war Dechant des Kölner Stiftes St. Aposteln, und eines der Kinder Brölmans hatte den Weihbischof Nogelius zum Paten. Seine Tochter Sybilla war mit Martin Strellen (1542–1601) verheiratet, einem Professor, der ab 1586 (bis zu seinem Tod) Vizekanzler der Universität zu Köln war, an der Brölmann selbst lehrte.

### Berufliche Laufbahn
Brölmanns Jugend, seine Ausbildung und sein Werdegang sind noch nicht hinreichend erforscht. Den Höhepunkt seiner beruflichen Laufbahn sieht man in seiner Tätigkeit als Syndikus der Freien Reichsstadt Köln sowie in seiner Berufung als Professor der Rechte an die Universität der Stadt.

### Autor und Altertumsforscher
Neben seiner juristischen Tätigkeit im Dienste der Stadt widmete sich Brölmann bevorzugt historischen und archäologischen Studien zur Vergangenheit seiner Heimatstadt.
Grundlage seiner ausführlichen Arbeit über die Geschichte der Stadt Köln, der „Civilium rerum memoria dignarum civitatis Ubiorum et Coloniae Claud. Aug. Agrippinensis commentarii“, mit der er einige Jahre beschäftigt war, war das Manuskript eines Mönches aus dem Kloster Eberbach und ein Pergamentcodex der „Annales Colonienses maximi“, der so genannten Chronik des Gottfried von St. Pantaleon, die in seinen Besitz gelangten und von ihm ausgewertet werden konnten.
Im Gegensatz zu vielen Herren der Kölner Oberschicht dieser Zeit, deren Interesse an der Stadtgeschichte sich darin erschöpfte Sammlungen von Altertümern der Römerstadt anzulegen, war Brölmann als Historiograph derjenige, der die Quellen erforschte und im Vergleich mit diesen noch Vorhandenes der römischen Bausubstanz beschrieb. Den schon im 12. Jahrhundert einsetzenden Schreinseinträgen, die viele Einzelheiten zur Topographie der Stadt festhielten, folgten erst im 16. Jahrhundert erste Zeichnungen, wie beispielsweise die des Arnold Mercator. Sie zeigten den Bestand der römischen Stadtmauer um 1570, zu dem durch Brölmann detaillierte Beschreibungen verfasst wurden, die er durch eine Anzahl Zeichnungen illustrierte. Von seinen Recherchen in Form handschriftlicher Aufzeichnungen, die teilweise publiziert wurden (bis 475 n. Chr.), profitierten die späteren Historiker. So forschten nach Brölmans Tod Aegidius Gelenius und der Jesuit Crombach, der die Arbeiten Brölmanns stark benutzte, bis hin zu den Autoren der Neuzeit bis in das 20. Jahrhundert, deren Ausführungen hinsichtlich der dann noch vorhandenen antiken Bausubstanz Kölns gerne auf die Erkenntnisse Brölmans verwiesen. Einige seiner damals getroffenen Schlussfolgerungen wurden allerdings durch die der heutigen Archäologie zur Verfügung stehenden Hilfsmittel als unzutreffend erkannt und revidiert.
Ob diese in Paul Clemen angeführten Arbeiten und die ebenfalls in seinem Nachlass enthaltenen handschriftlichen „Collectaneen“ (Fragmente) zur Geschichte der Kölner Universität sowie kirchengeschichtlicher Abhandlungen noch erhalten sind, bleibt in Anbetracht der Auswirkungen des Zweiten Weltkrieges und den Verlusten an Archivgut durch den Einsturz des Kölner Stadtarchivs im Jahr 2009 fraglich. Das Titelblatt oder der Einband seiner Abhandlung, in roter Farbe mit goldenen Lettern, wurde in dem noch vor dem Archiveinsturz im Jahr 2008 herausgegebenen Kölner Personenlexikon abgebildet.

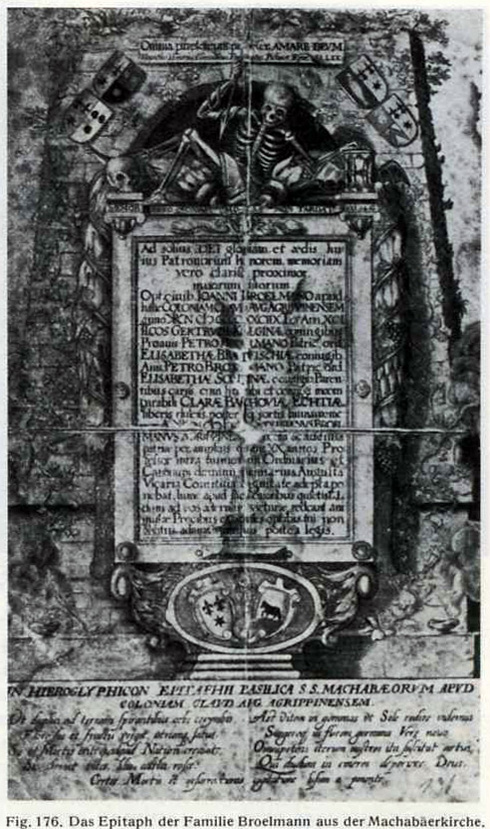
Epitaph der Familie Broelmann

### Nachlass und Werk
Stephan Brölmann wurde in der Familiengruft vor dem Liebfrauenaltar der Machabäerkirche in der Kölner Vorstadt Niederich beerdigt. Dort hatte er 1606, wahrscheinlich nach dem Tod seiner Frau, ein von ihm selbst entworfenes Epitaph in Auftrag gegeben und aufstellen lassen. Dieses zeigt (oben rechts und links) vier Wappen seiner Vorfahren und unten die Wappen Brölmann/Bachoven von Echt. Die Nachfolge seiner ordentlichen juristischen Professur trat unter dem 28. November der einer Kölner Bürgermeisterfamilie angehörende Licentiat Peter ter Lahn von Lennep an.
Brölmans Gesamtwerk blieb unveröffentlicht, eine Teilabhandlung erschien 1608 unter dem Titel „Epideigma sive specimen historiae vet. omnis et purae ect. civitatis Ubiorum et eorum ad Rhenum Agripinensis oppidi etc.“